# San José (Huevos Verdes)
La explotación minera San José (Huevos Verdes) está ubicada a unos 50 km de la ciudad de Perito Moreno, cabecera del departamento Lago Buenos Aires, en la provincia de Santa Cruz, en la patagonia argentina.
El yacimiento se encuentra hacia el noroeste del distrito geológico Macizo del Deseado, una región que adquirió relevancia para la actividad minera a partir de la última década del siglo XX, a unos 4 km del río Pinturas y unos 60 km en línea recta de la Cueva de las Manos.

## Geología y mineralización
El distrito geológico Macizo del Deseado:

... ha sido considerado, desde el trabajo de 1962 del geólogo del Segemar Horacio Harrington, como un nesocratón. Un cratón o cratógeno … es una masa continental llegada a tal estado de rigidez en un lejano pasado geológico que, desde entonces, no ha sufrido fragmentaciones o deformaciones, .... Hace poco más de 200 millones de años, … la separación del supercontinente de Gondwana en los actuales continentes de África y América ocasionó el desarrollo de muchas erupciones fragmentarias en la región, generándose depósitos y yacimientos minerales de menos de un kilómetro de profundidad, que rellenaron venas del terreno, lugar de localización de los yacimientos de oro y plata de la provincia de Santa Cruz.

Según informa la empresa propietaria de la explotación minera, “La mineralización en San José es de vetas de baja sulfuración con sulfuro de cuarzo con valores económicos de oro y plata”.
El Área de Minas de la Facultad de Ingeniería de la Universidad Nacional de Jujuy señala que; “Los sistemas de vetas y stockworks de “Huevos Verdes”, es parte de un gran sistema epitermal de baja sulfuración con mineralización de metales preciosos alojados en rocas volcánicas Jurásicas y volcaniclásticas. Este sistema tiene longitud, trazada a través de afloramientos discontinuos, de 2,4 km."

## Explotación y reservas
El yacimiento abarca una superficie total de unas 50 500 hectáreas (505 km²) de las cuales las concesiones mineras contiguas representan unas 40 500 hectáreas, (405 km²) y las 10 000 hectáreas restantes cuentan con habilitaciones para exploración.
La exploración comenzó hacia el año 1997, sobre los sectores El Pluma y Cerro Saavedra. Hacia el año 2001, se descubrió la veta Huevos Verdes, que por su importancia constituyó la explotación principal del yacimiento. En el año 2008 y luego nuevamente en el 2010, sucesivas exploraciones descubrieron reservas hasta entonces no conocidas, con lo cual se prolongó significativamente la expectativa de vida del yacimiento.
Al 31 de diciembre de 2014, las reservas informadas por la empresa propietaria del yacimiento se estimaban en:
| Categoría de la reserva | Tonelaje (ton) | Plata (g/ton) | Oro (g/ton) | Plata (millones de onzas) | Oro (miles de onzas) |
| ----------------------- | -------------- | ------------- | ----------- | ------------------------- | -------------------- |
| Medidas                 | 959.979        | 589           | 8,19        | 18,2                      | 252,5                |
| Indicadas               | 1.304.056      | 390           | 5,83        | 17,4                      | 259,3                |
| Inferidas               | 887.930        | 380           | 6,21        | 10,8                      | 177,4                |